# Lünenberg
Der Lünenberg ist ein 118,3 m ü. NHN hoher Berg in Mecklenburg-Vorpommern im Nordosten des Landkreises Nordwestmecklenburg. Er ist die höchste Erhebung im Landkreis.
Die unbewaldete Anhöhe befindet sich im südlichen Gemeindegebiet von Passee etwa 20 Kilometer östlich der Ostseeküste mit der Wismarer Bucht. Er ist Teil eines Endmoränengebietes, welches sich von der Ostseeküste bei Kühlungsborn bis in das Gebiet der oberen Warnow erstreckt. Der Berg befindet sich auf dem Gelände des Haustierparkes Tüzen.
Der Name des Berges leitet sich wahrscheinlich von Glain (slawisch: glina) für „Lehm“ ab und bedeutet Lehmberg.